# Lampropholis elongata
Lampropholis elongata là một loài thằn lằn trong họ Scincidae. Loài này được Greer miêu tả khoa học đầu tiên năm 1997.